# Theatrum Œconomicum

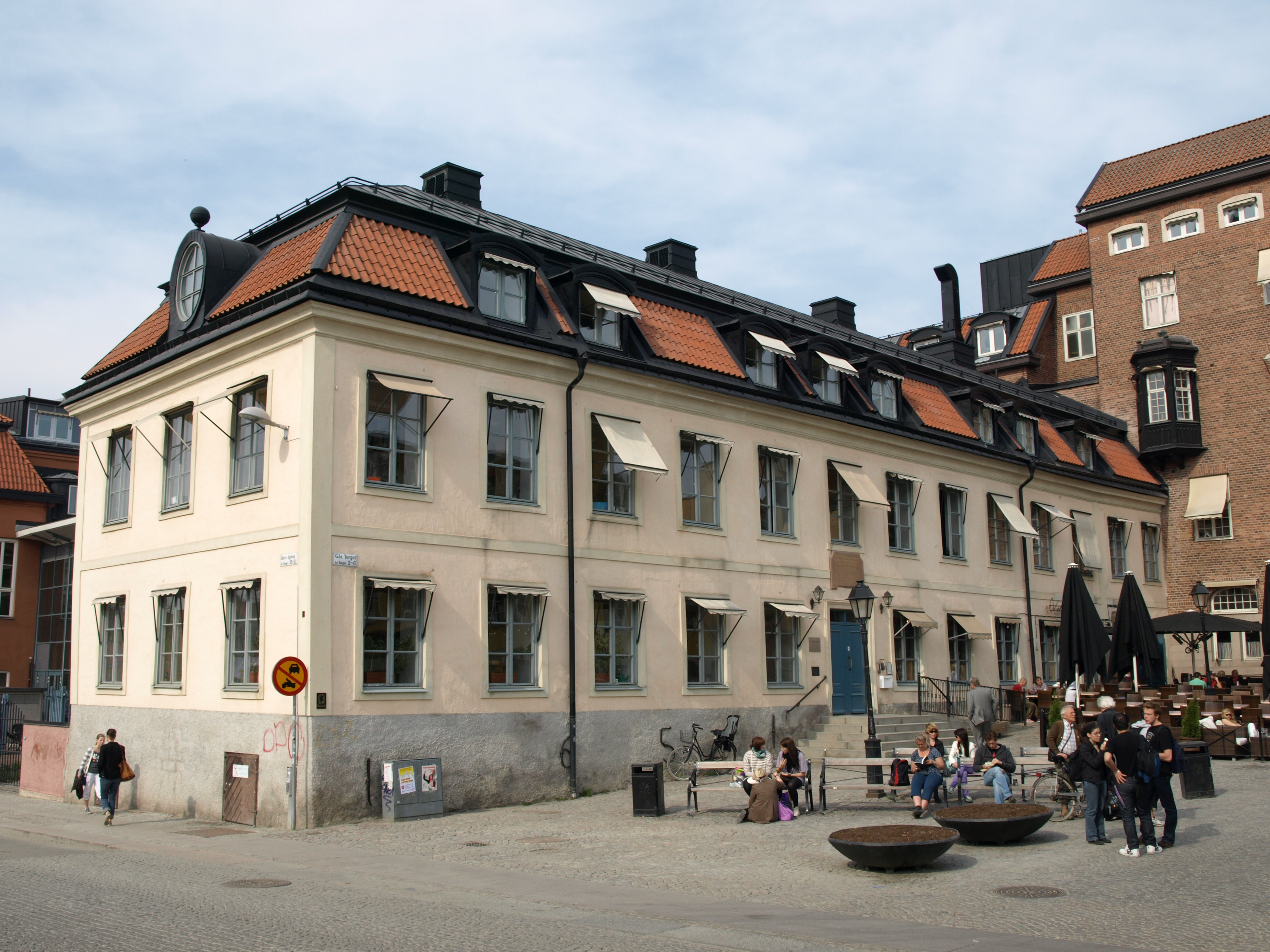
Theatrum Œconomicum

Theatrum Œconomicum è un edificio storico nel centro di Uppsala, situato in Gamla Torget sulla sponda est del Fyrisån. Costruito nel 1651, divenne in seguito la sede originale del dipartimento di economia nazionale dell'Università di Uppsala, e Anders Berch, primo professore svedese di economia, lavorò ivi dal 1741.

## Storia
La parte sudovest dell'edificio è la più antica, e venne costruita originariamente nel 1651 dal consigliere Rolof Kahle.
Dagli anni 1750 l'edificio ospitò il cosiddetto Theatrum Œconomico Mechanicum, ovvero il dipartimento di economia nazionale. Restaurato negli anni 1940, l'edificio venne danneggiato da un incendio nel 1990. In seguito restaurato, ospita oggi il dipartimento di scienze politiche.

L'attuale sede dei dipartimenti di economia si trova presso un nuovo campus, Ekonomikum, che prende il nome dal Theatrum Œconomicum. Progettato dall'architetto Peter Celsing nel 1975, Ekonomikum si trova a nord-ovest di Observatorieparken. Noto inizialmente come Humanistiskt-samhällsvetenskapligt centrum, fu oggetto di un'estesa ristrutturazione tra il 1997 e 1999 e alla riapertura assunse l'attuale nome.

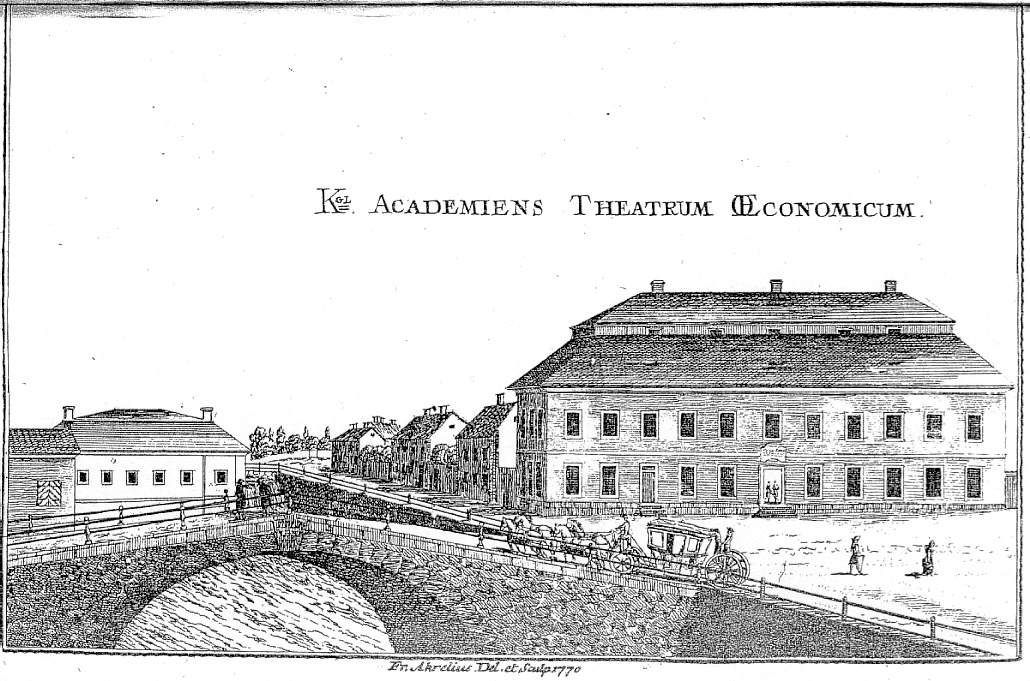
Incisione del 1770 di Fredrik Akrelius
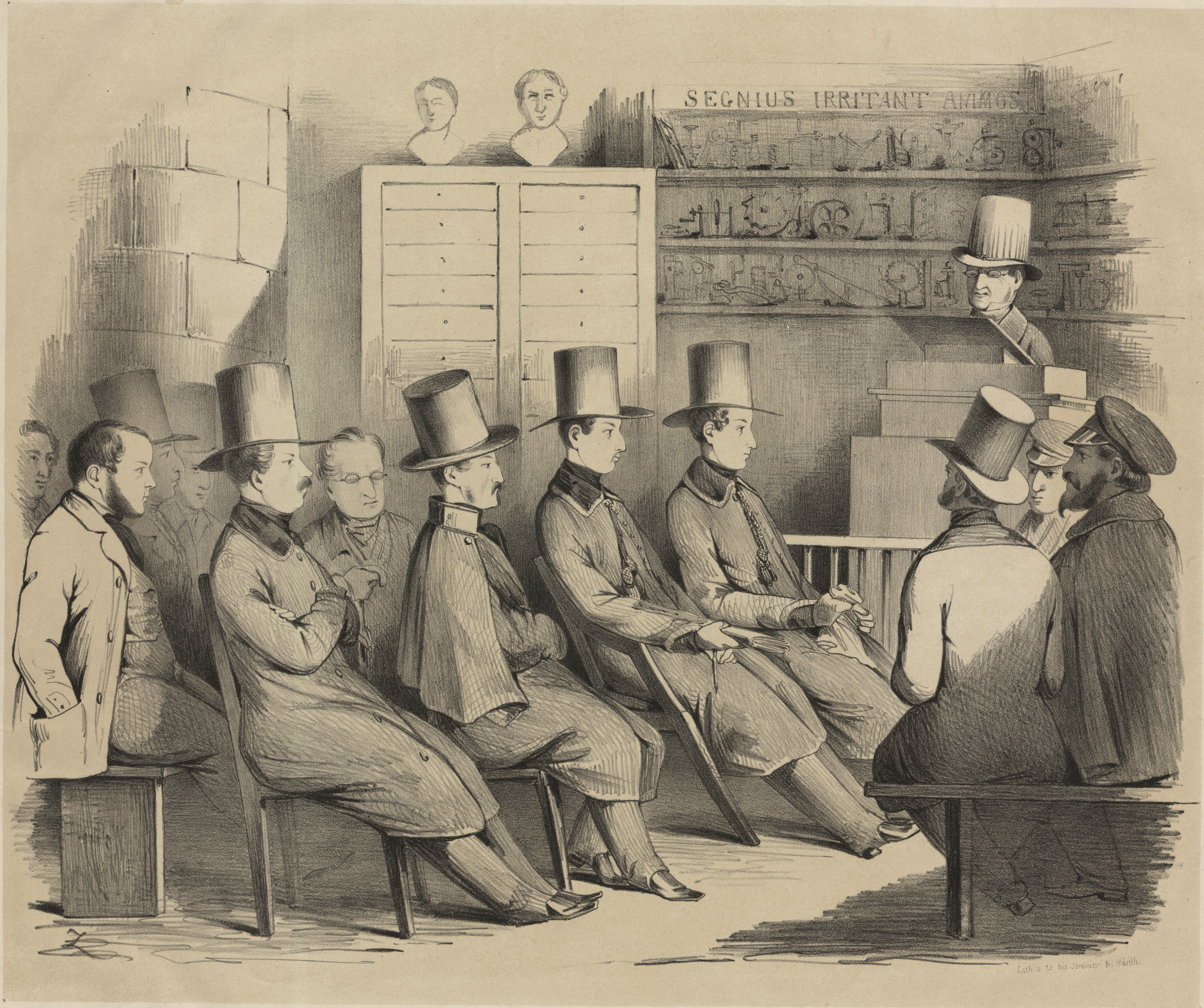
Carlo XV e Gustavo di Svezia seguono una lezione di Johan Christofer Lindblad presso il Theatrum Œconomicum (1846)
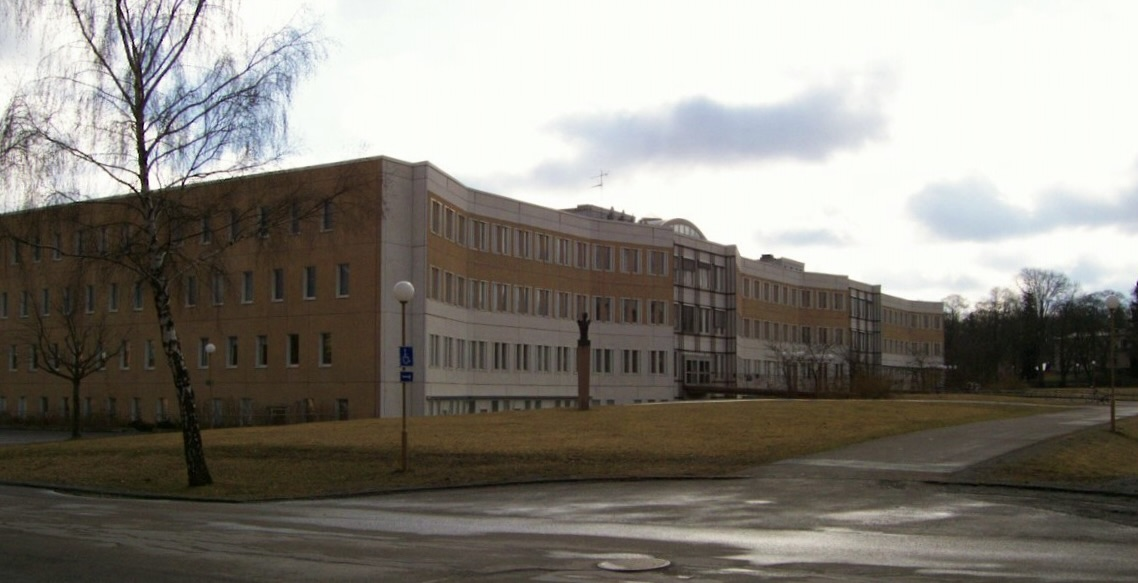
Ekonomikum, facciata ovest